# Platycercacris liangshanensis
Platycercacris liangshanensis är en insektsart som beskrevs av Zheng, Z. och F-m. Shi 2001. Platycercacris liangshanensis ingår i släktet Platycercacris och familjen gräshoppor. Inga underarter finns listade i Catalogue of Life.